# Azulen

Azulens struktur med de nummer som används i nomenklatursammanhang.

Azulen är en organisk förening som är isomer till naftalen, medan naftalen är färglös är azulen mörkblå. Dess namn är härlett ur det spanska ordet "azul", vilket betyder "blå". Två terpenoider, vetivazulen (4,8-dimetyl-2-isopropylazulen) och guaiazulen (1,4-dimetyl-7-isopropylazulen) som innehåller ett azulenskelett hittas i naturen, exempelvis som beståndsdel i guaiacumträolja och i vissa marina ryggradslösa djur. 
Azulen har en lång historia, som går tillbaka ända till den 1400-talet, då den azurblå kromoforen erhölls genom ångdestillation av kamomill. Kromoforen upptäcktes i rölleka och malört och namngavs 1863 av Septimus Piesse. Dess struktur och första syntes rapporterades av Lavoslav Ružička, följt 1937 av Placidus Plattner. 

## Struktur och bindning
Azulen brukar ses som ett resultat av en sammansmältning av en cyklopentadien- och en cykloheptatrienring. I likhet med naftalen är den ett 10 π-elektronsystem. Den uppvisar aromatiska egenskaper: (i) de perifera bindningarna har liknande längd och (ii) den genomgår Friedel-Craftsliknande substitutioner. Stabiliteten som vinns genom aromaticiteten beräknas till hälften av naftalens. 
Dess dipolmoment är 0,8 debye, i motsats till naftalen vars dipolmoment är 0. Denna polaritet kan förklaras om azulen betraktas som en sammanslagning av en aromatisk 6 π-elektron cyklopentadienylanjon och en aromatisk 6 π-elektron tropyliumkatjon. För att uppnå stabila aromatiska sextetter i de båda ringarna har en elektron från sjuringen överförs till femringen. Ämnets dipolkaraktär i grundtillståndet avspeglas i dess djupa färg, vilket är ovanligt för små omättade aromatiska föreningar. Reaktivitetsstudier bekräftar att sjuringen är elektrofil och femringen är nukleofil.